# Доверски бараж
Доверски бараж (енгл. Dover Barrage) био је систем препрека положених у Доверским вратима у току Првог и Другог светског рата, ради затварања пролаза за подморнице и лаке ратне бродове.

## У Првом светском рату
У Првом светском рату Британци су приступили полагању Доверског баража 1915. ради спречавања изласка немачких подморница у Ламанш и Атлантик из база на фландријској обали и у Северном мору. Састојао се из усидрених мрежа са уплетеним противподморничким минама на електрично паљење, и извесног броја патролних бродова, а касније је местимично допуњен минама.
Због сразмерно великих дубина, неповољних хидрометеоролошких услова и техничких недостатака, препреке нису биле ни довољно трајне, ни ефикасне. Уз мање губитке немачке подморнице су успевале да пређу Доверски бараж дању подроњавањем, а ноћу (захваљујући високој води и доста слабој контроли) прелажењем изнад мрежа. Због тога се одустало од занављања и допуњавања система мрежа, па су од новембра 1917. полагне минске препреке: до августа 1918. положено је око 10.000 контактних сидрених мина, на дубини од 9 до 30 м, са вертикалним интервалима од 3 и 6 м. Да би се спречио пролаз подморница по површини, усидрено је са обе стране баража по 5 наоружаних бродова светионика снабдевених хидрофонима, пролазе уз обалу браниле су мине и обалске батерије, а ноћу су уз бараж патролирали мањи бродови из састава Доверске патроле и осветљавали систем препрека у читавој дужини. Овакав бараж се показао ефикасним: за кратко време је потопљено 10 немачких подморница, али су подморнице, упркос губицима, покушавале да форсирају Доверски бараж до краја рата.

## У Другом светском рату
У Другом светском рату Британци су, септембра 1939, поново почели да полажу мински бараж у Доверском теснацу. Најпре је положено 3.000 мина против површинских бродова и подморница, а нешто касније још 3.600 мина против зароњених подморница. Између ове две минске препреке положене су дупле подводне индикаторске петље за детекцију зароњених подморница. У септембру 1939. кроз теснац је успела да прође само једна немачка подморница, а у октобру су на Доверском баражу уништене 3 подморнице. После тога Немци су све до окупације Француске одустали од покушаја да се тим путем пробију у Ламанш и Атлантик. Од јуна 1940, када су немачке снаге окупирале француске луке јужно од Доверских врата, Доверски бараж је изгубио дотадашњи значај.